# Небесний ліфт
Небесний ліфт (англ. Sky Lift) — науково-фантастичне оповідання Роберта Гайнлайна. Опубліковане журналом Imagination в листопаді 1953.
Пізніше включене в збірку: «Загроза з Землі» (1959).

## Сюжет
Сюжет про пілота корабля-смолоскипа, який отримав завдання терміново доставити вакцину з орбіти Землі на Плутон, щоб врятувати персонал дослідницької станції від епідемії.
Через обмеженість часу для виконання місії, пілот повинен був проводити політ з постійним прискоренням 3.5 джі.
Він успішно виконав місію і персонал був врятований, але через довготривалу шкоду для власного організму, став інвалідом, і був відправлений на пенсію в будинок престарілих.